# Bahnhof Eisenberg (Pfalz)

Bahnhof Eisenberg im Jahr 1890

Der Bahnhof Eisenberg (Pfalz) – anfangs Eisenberg-Hettenleidelheim – ist der Bahnhof der rheinland-pfälzischen Kleinstadt Eisenberg (Pfalz). Er gehört der Preisklasse 6 der Deutschen Bahn AG (DB) an und verfügt über ein Bahnsteiggleis. Der Bahnhof liegt im Verbundgebiet des Verkehrsverbundes Rhein-Neckar (VRN) und gehört zur Tarifzone 900. Seine Anschrift lautet Bahnhofstraße 19.
Der Bahnhof wurde am 24. Juni 1876 als Endbahnhof der Eistalbahn eröffnet. 1932 wurde sie bis Enkenbach verlängert. Der Personenverkehr kam 1976 zunächst zum Erliegen und wurde 1994 reaktiviert. Der Güterverkehr wurde 2001 eingestellt. Das Empfangsgebäude steht unter Denkmalschutz.

## Lage
Der Bahnhof befindet sich am südlichen Stadtrand von Eisenberg (Pfalz). Nördlich von ihm verläuft parallel zu den Gleisen die örtliche Bahnhofstraße. Im östlichen Bereich biegt diese nach Norden ab und wird zur Landesstraße 395. Letztere wird in südlicher Richtung zur Hettenleidelheimer Straße und unterquert die Bahngleise, um nach einigen 100 Metern in die Bundesstraße 47 zu münden. Südlich des Bahnhofs befindet sich ein Industriegebiet mit der Industriestraße, die nach rund einem Kilometer im Westen die Bahngleise mittels einer Betonbrücke überquert.

## Geschichte

### Planung, Bau und Eröffnung (1838–1876)
Schon 1838 beteiligte sich das Landkommissariat Kirchheim, zu dem die Stadt Eisenberg gehörte, am Aktienkauf für die geplante erste pfälzische Bahnstrecke von der Rheinschanze nach Bexbach. Vor allem die örtlichen Industriebetriebe versprachen sich wirtschaftliche Vorteile von diesem Verkehrsmittel, obwohl der nächstgelegene Bahnhof der ein Jahrzehnt später eröffneten Strecke sich im mehr als 30 Kilometer entfernten Neustadt befand. Nachdem in der Pfalz, die zum Königreich Bayern gehörte, in den folgenden drei Jahrzehnten weitere Bahnstrecken eröffnet worden waren, fühlten sich die Gemeinden entlang des Eisbachtals verkehrsmäßig ins Abseits gedrängt.
Am 7. August 1864 gründete sich das „Eistal-Komitee“, das unter der Leitung des pfälzischen Industriellen Carl von Gienanth stand. Es bemühte sich um eine Konzession für eine Bahnlinie, die in Grünstadt von der zwischen 1865 und 1873 eröffneten Strecke Neustadt–Monsheim abzweigen, entlang des Eisbachs nach Eisenberg und von dort aus entweder nach Dreisen oder über Alsenborn nach Enkenbach führen sollte. Ein entsprechendes Gesuch ging am 14. November 1865 an das bayerische Handelsministerium. Die Ablehnung folgte bereits zwei Wochen später. Erst Ende der 1860er Jahre wurden die Pläne konkretisiert.
Der Standort des Bahnhofs in Eisenberg war jedoch umstritten. So bemühten sich die Gemeinden Hettenleidelheim und Wattenheim um seine Errichtung an einer Stelle, die eine spätere Weiterführung der geplanten Strecke über ihr Gebiet zulassen würde. Die Regierung beschloss am 15. Oktober 1873 jedoch, ihn an der von Anfang an vorgesehenen Stelle zu bauen.
Die bayerische Regierung gab am 30. Januar 1874 in Form einer Konzession endgültig grünes Licht für den Streckenbau. Das detaillierte Projekt erschien am 29. August. Die Strecke sollte am südlichen Hang des Tales verlaufen, wobei eine spätere Weiterführung über Eisenberg hinaus entsprechend Berücksichtigung fand.

### Bau, Eröffnung und weitere Entwicklung
Da sich der Bahnbau zwischen Grünstadt und Eisenberg deutlich einfacher bewerkstelligen ließ als auf dem restlichen Streckenabschnitt, fiel 1869 der Beschluss, die Bahnlinie vorerst in Eisenberg enden zu lassen. Die insgesamt 9,7 Kilometer lange Bahnstrecke Grünstadt–Eisenberg wurde am 24. Juni 1876 eröffnet. Betreiber war die Gesellschaft der Pfälzischen Nordbahnen, die für sämtliche pfälzische Strecken nördlich der Ludwigsbahn zuständig war.
Aufgrund der Tatsache, dass der Bahnhof anfangs auch für die Nachbargemeinde Hettenleidelheim  zuständig war, trug er in seiner Anfangszeit die offizielle Bezeichnung „Eisenberg-Hettenleidelheim“. Als diese 1894 in Form einer in Ebertsheim von der Eistalbahn abzweigenden Strecke einen eigenen Bahnanschluss erhielt, wurde er in Eisenberg (Pfalz) umbenannt.

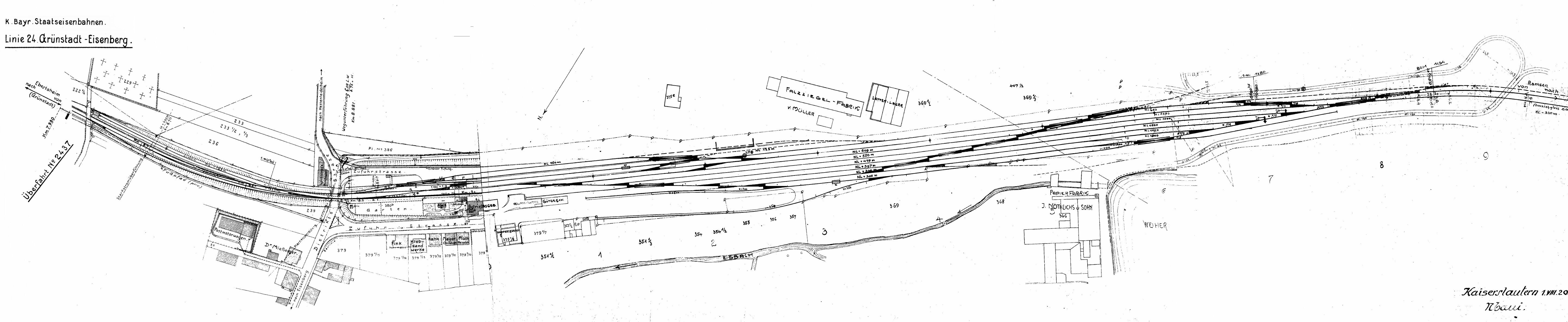
Gleisplanentwurf des Bahnhofs Eisenberg aus dem Jahr 1920

1922 erfolgte die Eingliederung des Bahnhofs in die neu gegründete Reichsbahndirektion Ludwigshafen. Am 5. November 1932 folgte die Verlängerung der Bahnstrecke bis Enkenbach. In diesem Zusammenhang erhielt der Bahnhof Signale. Im Zuge der Auflösung der Ludwigshafener Direktion zum 1. Mai 1936 wechselte die Station in den Zuständigkeitsbereich der Mainzer Direktion.

### Stilllegung und Reaktivierung
Die französische Besatzungsmacht ordnete nach dem Zweiten Weltkrieg alle Bahnanlagen im nördlichen Teil ihrer Besatzungszone der Eisenbahndirektion Mainz zu. Dazu gehörte auch der Bahnhof Eisenberg. Mit der schrittweisen Auflösung der Bundesbahndirektion Mainz in den Jahren 1971/72 fiel die Zuständigkeit für den Bahnhof zum 1. Juni 1971 an die Bundesbahndirektion Karlsruhe.
Am 30. Januar 1976 wurde der Personenverkehr auf der Eistalbahn eingestellt. 1986 wurden außerdem die Gleisanlagen in Eisenberg reduziert. Mit der Gesamtstilllegung des Abschnitts Eisenberg–Enkenbach am 31. Dezember 1988 erhielt der Bahnhof an seinem westlichen Ende einen Prellbock. Am 26. Mai 1994 folgte die Reaktivierung der Personenbeförderung zwischen Grünstadt und Eisenberg, welche zudem die erste innerhalb von Rheinland-Pfalz war. Ein Jahr später fuhren die Züge wieder bis Ramsen und seit 2001 an Sonn- und Feiertagen bis zum Eiswoog. Ebenfalls 2001 wurde jedoch der Güterverkehr eingestellt. 2002 wurde im Bahnhof wieder eine Kreuzungsmöglichkeit für Personenzüge geschaffen.

## Bauwerke
Beim 1876 errichteten Empfangsgebäude handelt es sich um einen repräsentativen Zweiflügelbau mit zweieinhalb Stockwerken. Vom Baustil her ist es dem Spätklassizismus zuzuordnen. Im Jahr 1885 erfuhr es eine Erweiterung und steht heute unter Denkmalschutz. Im Zuge der Wiederaufnahme des Personenverkehrs zwischen Grünstadt und Eisenberg wurde es außerdem restauriert.
Der Bahnhof weist darüber hinaus mehrere Relikte auf, die in Zusammenhang mit dem einstigen Güterverkehr stehen, so beispielsweise einen Güterschuppen, eine Laderampe und ein kleines Bahnwärterhaus.

## Verkehr

### Personenverkehr

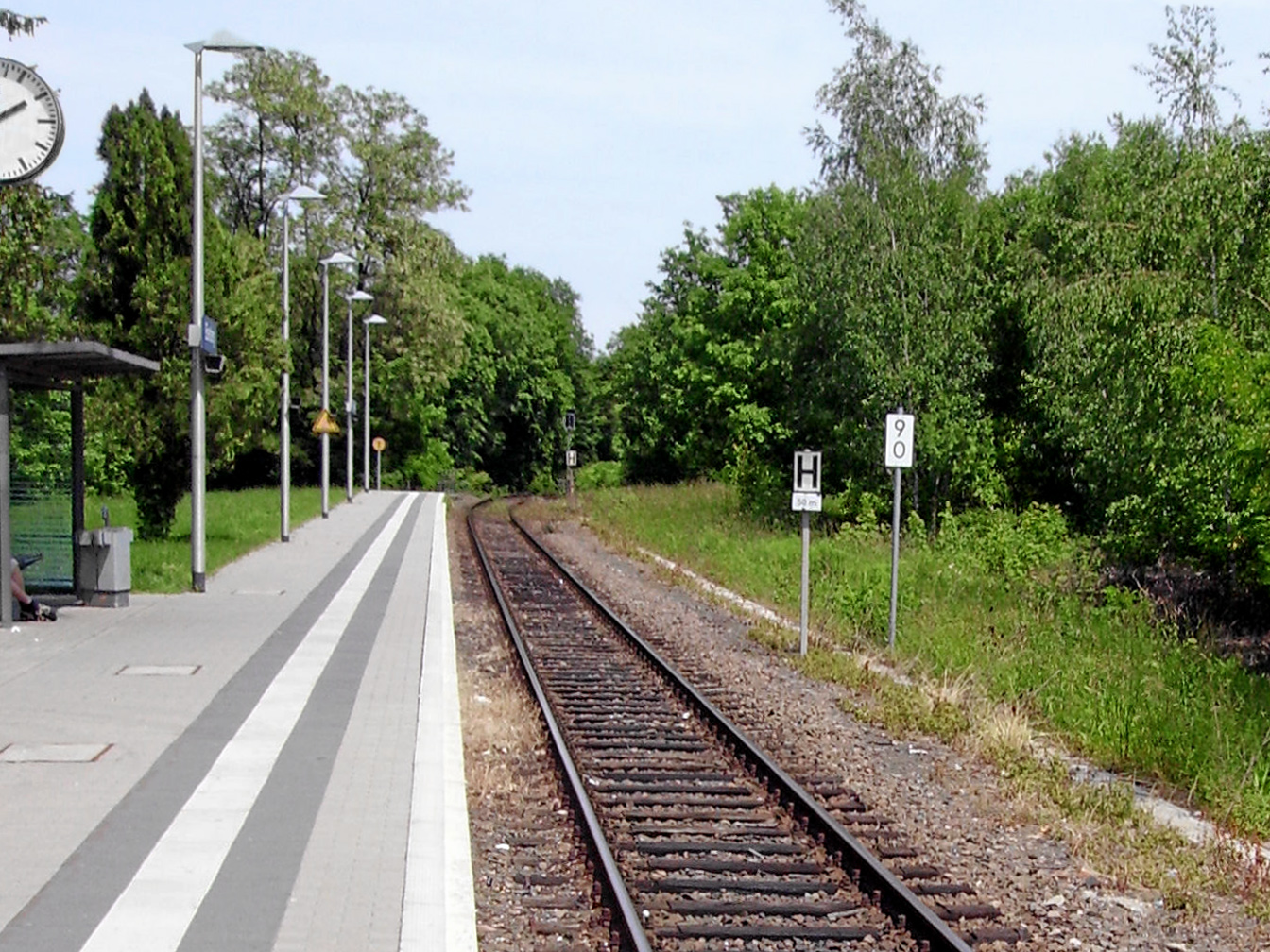
Bahnsteig in Blickrichtung Grünstadt

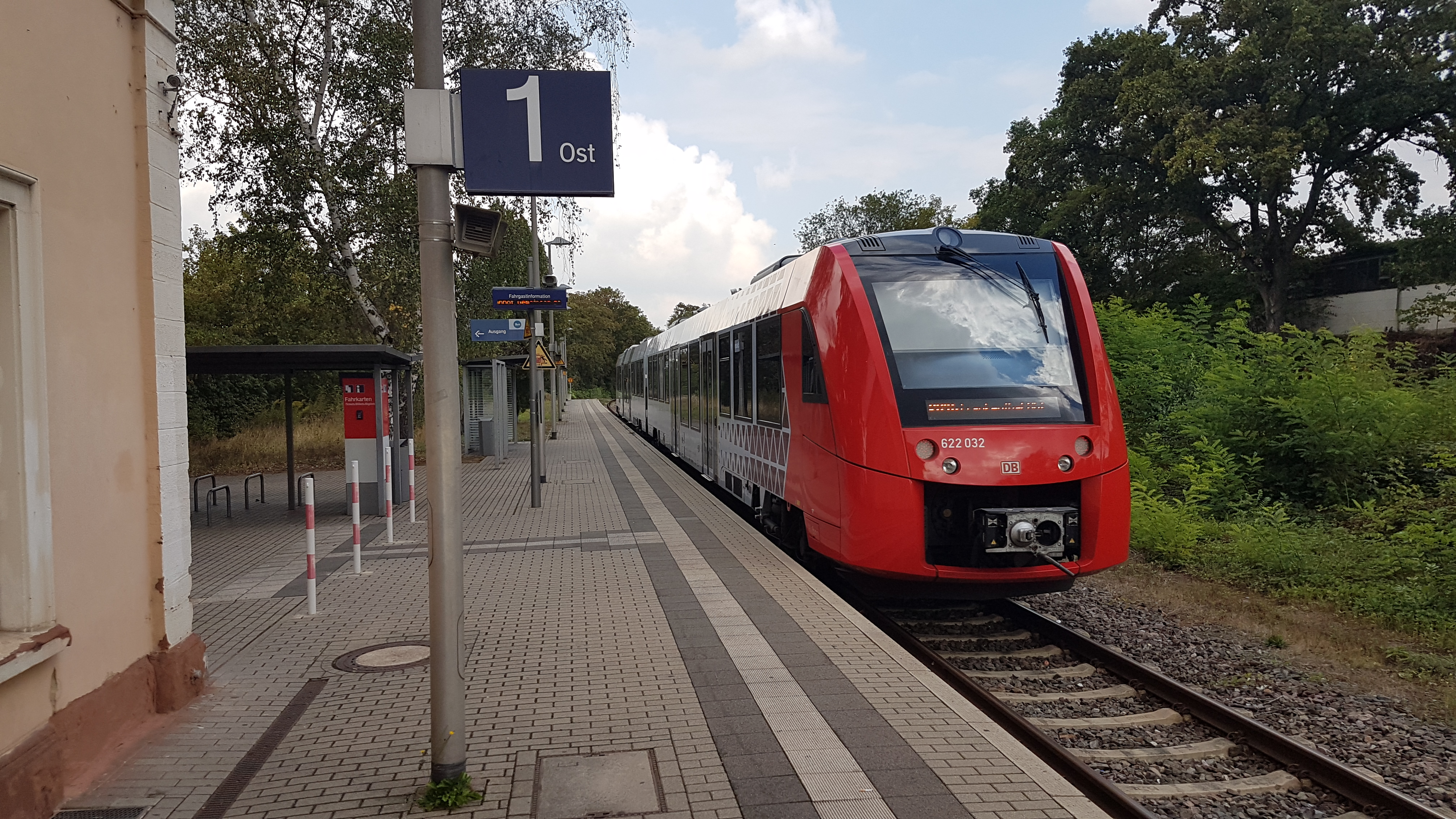
Regionalbahn der DB Baureihe 622 im Bahnhof Eisenberg (Pfalz)

Der Personenverkehr spielte in den ersten Jahrzehnten lediglich eine untergeordnete Rolle. So wurden während dieser Zeit pro Tag lediglich drei bis vier Zugpaare eingesetzt. Vereinzelt kamen gemischte Züge hinzu. 1912 fuhren außerdem ausschließlich Personenwagen der dritten Klasse. Zudem fanden bei den Dampflokomotiven aufgrund der zulässigen Höchstgeschwindigkeit der Strecke von 20 Kilometern pro Stunde vorzugsweise solche Verwendung, die schon älteren Baujahrs waren. Nachdem die von der Eistalbahn abzweigende Bahnstrecke Ebertsheim–Hettenleidelheim ab 1895 ebenfalls Personenverkehr aufwies, zog sie ersterer zwischen Ebertsheim und Eisenberg mehrere Züge ab. Obwohl vorgesehen war, in Ebertsheim einen Anschlusszug an den von Grünstadt aus nicht zu befahrenden Streckenast verkehren zu lassen, wurde dies aus Kostengründen nur teilweise umgesetzt. Dies führte dazu, dass Bahnreisende aus Eisenberg sich nach Tiefenthal oder Ebertsheim begeben mussten. Dies erzeugte vor Ort Unmut.
Eine Verbesserung trat erst ein, als die Eistalbahn 1932 bis Enkenbach durchgebunden wurde. Der Bahnhof Eisenberg wurde von fortan vier Personenzugpaaren angefahren, die teilweise über die Verbindungsstrecke nach Kaiserslautern durchgebunden wurden. In der Nachkriegszeit existierten bis zu sechs Zugpaare. Ab Anfang der 1970er Jahre endete der Verkehr an Sonn- und Feiertagen und 1975 folgte die Bedienung an Samstagen. Ein Jahr später endete der Personenverkehr schließlich vollständig.
Seit der Reaktivierung des Bahnhofs im Jahr 1994 fahren stündlich Personenzüge. Diese werden über Grünstadt hinaus durchgebunden: Bis Freinsheim befahren sie die Pfälzische Nordbahn und anschließend die Bahnstrecke Freinsheim–Frankenthal. Am 28. Mai 1995 wurde der Verkehr bis Ramsen wiedereröffnet und seit dem 12. August 2001 bedienen die Züge an Sonn- und Feiertagen den Eiswoog.

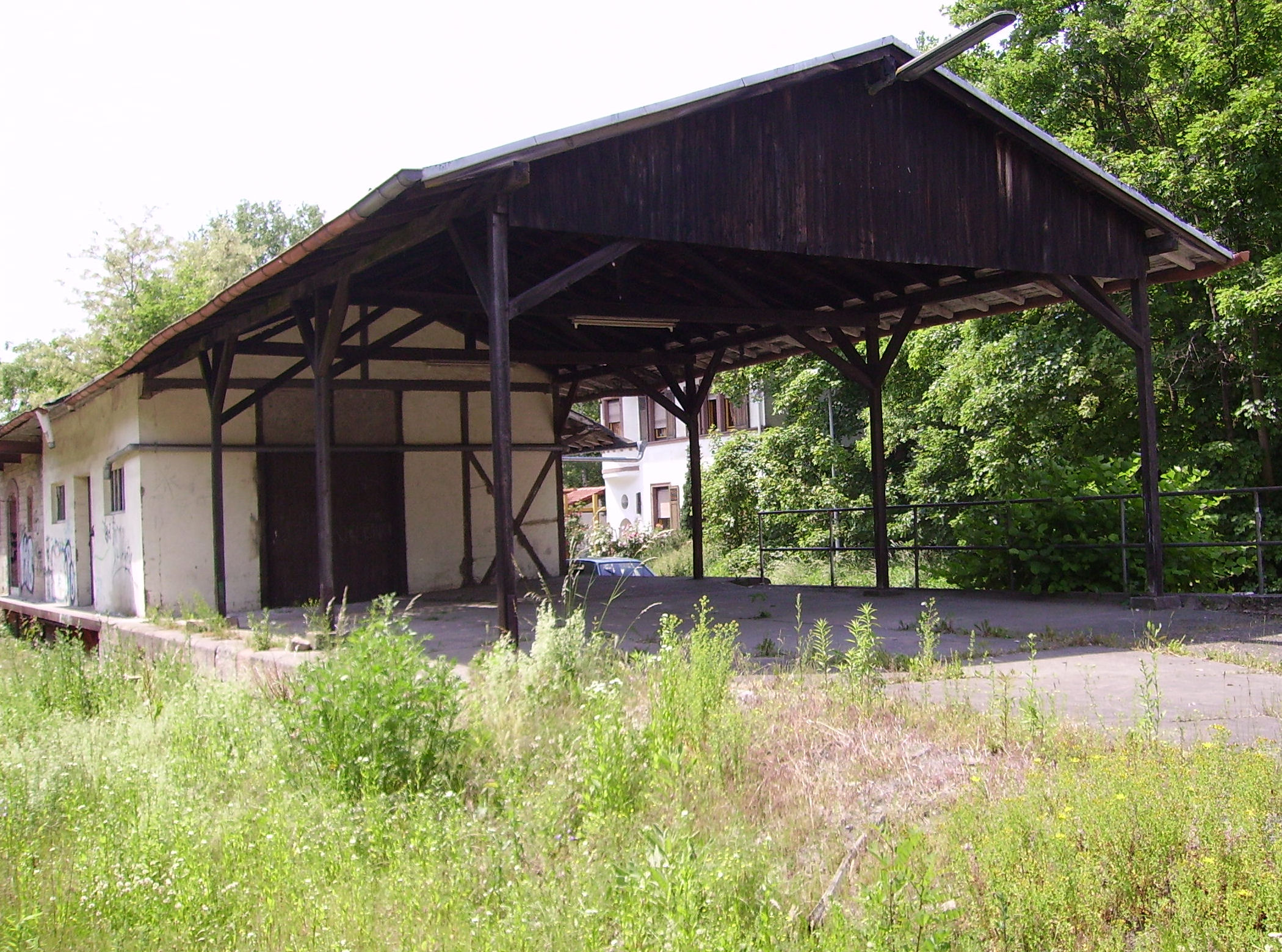
Früherer Güterschuppen

| Linie                    | Zuglauf                                                                           | Taktfrequenz |
| ------------------------ | --------------------------------------------------------------------------------- | ------------ |
| RB 46                    | Frankenthal Hbf – Freinsheim – Grünstadt – Eisenberg (Pfalz) – Ramsen (– Eiswoog) | 0stündlich   |
| Stand: 10. Dezember 2023 |                                                                                   |              |

### Güterverkehr
Aufgrund der umliegenden Gruben und der örtlichen Industrie bescherte der Bahnhof den Pfälzischen Eisenbahnen hohe Einnahmen. Die große Bedeutung im Güterverkehr spiegelte sich entsprechend in den Gleisanlagen wider. Anfangs war der Eisenberger Bahnhof auch für den Ton aus dem Nachbarort Hettenleidelheim zuständig. Der aufwendige Transport nach Eisenberg führte schließlich zur Errichtung der Stichstrecke nach Hettenleidelheim.
Dennoch blieb der Güterverkehr sehr umfangreich. Anfang des 20. Jahrhunderts besaß er nach dem Ludwigshafener Hauptbahnhof und dem Bahnhof St. Ingbert das dritthöchste Güteraufkommen aller Bahnhöfe innerhalb der Pfalz. Wurde die Fracht in den ersten Jahrzehnten ausschließlich in Richtung Ludwigshafen transportiert, so verkehrten ab 1932 Güterzüge vom Rangierbahnhof Einsiedlerhof zur Bedienung des Bahnhofs. Nach dem Zweiten Weltkrieg sank das Güteraufkommen deutlich. Zuletzt waren die Eisenberger Klebsandwerke und Gienanth die beiden einzigen noch verbliebenen Güterkunden.